# إن إي إس أوبن تورنامنت غولف
إن إي إس بطولة غولف المفتوحة (بالإنجليزية: NES Open Tournament Golf)‏ ، وتسمى في النسخة اليابانية ماريو أوبن غولف (باليابانية: マリオオープンゴルフ) ، هي لعبة فيديو إلكترونية من نوع رياضة غولف ، صدرت شركة نينتندو اللعبة سنة 1991م.

## وصلة خارجية
- إن إي إس أوبن تورنامنت غولف على موقع IMDb (الإنجليزية)

- NES Open Tournament Golf at NinDB